# التسلسل الزمني لاكتشاف الجسيمات
هذه المقالة تدور حول التسلسل الزمني لاكتشاف الجسيمات دون الذرية ومعها جميع الجسيمات التي تم اكتشافها إلى الآن والتي تبدو أنها أولية (أي التي لا تتجزأ) والتي تعطي أفضل الأدلة المتوفرة. وتشمل أيضا اكتشاف الجسيمات المركبة والجسيمات المضادة حيث أن لها أهمية تاريخية خاصة
وبشكل أكثر دقة، فإن المعايير المضافة هي:
- الجسيمات الأولية التابعة ل النموذج العياري لفيزياء الجسيمات التي تم ملاحظتها بشكل جيد. فالنموذج القياسي هو أشمل القوائم النموذجية لسلوك الجسيمات، فلم يكتشف بها إلى الآن أي اختلافات أو تناقضات جوهرية. وتم التحقق من جميع جسيمات النموذج العياري عدا بوزونات هيجز، وجميع الجسيمات الأخرى التي تم ملاحظتها هي مزيج لأكثر من نموذج قياسي للجسيمات.
- الجسيمات المضادة والتي كان لها أهمية تاريخية في تطوير فيزياء الجسيمات، وبشكل خاص البوزيترون ومضاد بروتون. فاكتشاف تلك الجسيمات تطلب إجراء عمليات مخبرية مختلفة جدا عن نظيراتها العادية، وأعطى اثبات بأن جميع الجسيمات لها ضديد أو جسيم مضاد— وكانت فكرة جوهرية لنظرية المجال الكمي الإطار الرياضياتي الحديث لفيزياء الجسيمات. كان اكتشاف الجسيم وضديده في معظم حالات اكتشاف الجسيمات المتلاحقة يتم في آن واحد.
- تحتوي الجسيمات المركبة التي هي أول اكتشافات الجسيم بشكل دقيق على عناصر أولية أساسية، أو الذي تم اكتشافه له أهمية بالغة في فهم فيزياء الجسيمات.

والجدير بالملاحظة بأن هناك العديد من الجسيمات المركبة قد تم اكتشافها، انظر قائمة الميزونات وقائمة الباريونات. وللإطلاع على قائمة الجسيمات بشكل عام، أنظر قائمة الجسيمات والتي من ضمنها الجسيمات الافتراضية.
- 1895 - اكتشاف الأشعة السينية عن طريق وليام رونتجن (وقد تم تعريفها لاحقا بالفوتونات).[1]
- 1897 - اكتشاف الإلكترون عن طريق جوزيف طومسون.[2]
- 1899 - اكتشاف جسيم ألفا عن طريق إرنست رذرفورد بواسطة إشعاع اليورانيوم
- 1900 - اكتشاف أشعة غاما (فوتونات عالية الطاقة) عن طريق بول فيلارد في اضمحلال اليورانيوم.[3]
- 1911 - التعرف على نواة الذرة عن طريق إرنست رذرفورد بالاعتماد على التبعثر التي لاحظاها كل من هانز جيجر وايرنست مارسدن.[4]
- 1919 - اكتشاف البروتون عن طريق إرنست رذرفورد.[5]
- 1932 - اكتشاف النيوترون عن طريق جيمس تشادويك[6] - وقد تنبأ بها رذرفورد عام 1920.[7]
- 1932 - اكتشاف أول جسيم مضاد وهو البوزيترون عن طريق كارل أندرسون[8] - وقد تنبأ بها بول ديراك سنة 1927.
- 1937 - اكتشاف الميون عن طريق سيث ندرماير وكارل اندرسون وستريت وستيفنسون، باستخدام قياسات غرفة التغييم (cloud chamber) للأشعة الكونية[9] (كان يعتقد بأنه بيون بالخطأ حتى عام 1947.[10]).
- 1947 - اكتشاف البيون عن طريق سيسل باول (وقد تنبأ بها يوكاوا هيديكي عام 1935[11])
- 1947 - اكتشاف الكاون وهو أول جسيم غريب، عن طريق روشستر وبتلر.[12]
- 1955 - اكتشاف مضاد بروتون عن طريق إميليو سيغري وأوين تشامبرلين وجلايد ويجاند وتوماس يبسيلانتس.[13]
- 1956 - اكتشاف النيترينو عن طريق فريدريك رينز وكلايد كوان، (وقد تنبأ بها فولفغانغ باولي سنة 1931 لشرح الانتهاك الظاهر لحفظ الطاقة في تحلل البيتا).[14]
- 1962 - اكتشاف ميوون نيترينو والذي يختلف عن إلكترون نيوترينو عن طريق فريق ترأسه ليون لدرمان[15]
- 1969 - اكتشاف البارتون (أحد المكونات الداخلية للهادرون) لوحظ لوجوده أول مرة في تجربة (Deep inelastic scattering) ما بين البروتونات والكترونات في المعهد الوطني للمعجلات (SLAC National Accelerator Laboratory)[16][17]، وقد أدت تلك إلى اكتشاف نموذج الكوارك (وقد تنبأ به موراي جلمان وجورج زفايج سنة 1963) مما ساهم بالتالي إلى اكتشاف كوارك علوي وكوارك سفلي وكوارك غريب.
- 1974 - اكتشاف جسيم J/ψ عن طريق فريق ترأسه بورتون رجتر وسمويل تنج، وذلك لإثبات وجود كوارك ساحر[18][19] (وقد خمن بوجوده بجوركن وجلاشو سنة 1964[20])
- 1975 - اكتشاف تاوون عن طريق فريق ترأسه مارتن بيرل.[21]
- 1977 - اكتشاف جسيم أبسيلون في فيرميلاب وذلك لإثبات وجود كوارك قعري[22] (وقد خمن بوجوده ماكوتو كوباياشي وتوشيهيده ماساكاوا سنة 1973)
- 1979 - اكتشاف غلوون بطريقة غير مباشرة عن طريق حدث الدفق الثلاثي (three jet events) في معهد (German Electron Synchrotron أو اختصارا DESY) الألماني.[23]
- 1983 - اكتشاف بوزونات دبليو وزد عن طريق كارلو روبيا وسيمون فانديرمير بالاشتراك مع تعاونية سيرن UA-1.[24][25] وقد تنبأ بها بالتفصيل كلا من شلدون جلاشو ومحمد عبد السلام وستيفن واينبرغ.
- 1995 - اكتشاف كوارك قمي في مختبر فيرميلاب.[26][27]
- 1995: - اكتشاف نقيض الهيدروجين وتمت قياساته في LEAR التجارب في م أ ب ن
- 2000 - تمت ملاحظة تاو نيوترينو لأول مرة في مختبر فيرميلاب.[28]
- ٍ 2011 - اكتشاف بوزون هيغز في مصادم الهدرونات الكبير وقد تنبأ به الفيزيائي «بيتر هيغز» عام 1964